# Mau-Ubo
Mau-Ubo (Mau-Ubu, Mauabu, Maubo, Mahubo, Mauhubo) ist ein osttimoresischer Suco im Verwaltungsamt Hatulia B (Gemeinde Ermera).

## Geographie
Mau-Ubo liegt im Norden des Verwaltungsamts Hatulia B und teilt sich in zwei Territorien. Das Westliche mit der Aldeia Leburema (Leborema) grenzt an Fatubessi, im Süden und Urahou im Nordosten. Südwestlich befindet sich das Verwaltungsamt Hatulia mit seinem Suco Aculau und nordwestlich die Gemeinde Liquiçá mit ihrem Suco Leotala (Verwaltungsamt Liquiçá). Das Ostterritorium von Mau-Ubo liegt südöstlich von Urahou, nordöstlich von Fatubessi, nordwestlich von Fatubolo und westlich von Lisapat. Hier befinden sich die Aldeias Arleu (Arle), Caisoru und Grotu (Groto).
Fast die gesamte Grenze zu Lisapat bildet der Fluss Guotclua, der in den Gleno weiter nördlich fließt. Der Gleno bildet später auch die Nordgrenze der Aldeia Leburema, deren Südgrenze dem Lauf des Acolaco folgt, eines weiteren Nebenflusses des Gleno. Der Gleno selbst gehört zum System des Lóis.
Mau-Ubo hat eine Fläche von 8,53 km². Im Ostterritorium liegen die Dörfer Arleu, Grotu und Caisoru. Das Dorf Tidibesse gehört seit 2015 zum Suco Lisapat. Das Dorf Leburema befindet sich im Westterritorium. In Arleu stehen der Sitz des Sucos, ein Hospital, eine Kapelle und eine Grundschule, die Escola Primaria Mau-Ubo.

## Einwohner
In Mau-Ubo leben 2.577 Einwohner (2022), davon sind 1.266 Männer und 1.311 Frauen. Im Suco gibt es 452 Haushalte. Über 81 % der Einwohner geben Mambai als ihre Muttersprache an. Über 18 % sprechen Tetum Prasa.

## Geschichte
„Mahubo“ wird in der Liste der Reiche in Portugiesisch-Timor von Afonso de Castro mit aufgeführt, dem ehemaligen Gouverneur der Kolonie (1859–1863). Um 1854 soll das Reich etwa 2500 Einwohner gehabt haben. 1860 wurde Mau-Ubo von den Portugiesen der Militärkommandantur Cailaco zugeordnet. Bei der Neuordnung 1883 kam es zur Militärkommandantur Maubara.
Um 1863 stiftete der korrupte portugiesische Beamte das Reich Deribate zum Krieg gegen Mau-Ubo an, weil dieses sich geweigert hatte, Handelspreise so anzusetzen, wie der portugiesische Major es gefordert hatte.
Nach dem erfolgreichen Krieg gegen Deribate, Cotubaba, Sanirin und Cowa erklärte Gouverneur José Celestino da Silva (1894–1908) die vier Reiche für aufgelöst. Das Territorium von Deribate wurde unter Ermera, Mau-Ubo, Atsabe, Cailaco und Leimea aufgeteilt.
1900 wurde der Herrscher Dom Paulo wegen „Nachlässigkeit in der Verwaltung seines Volkes“ von den Portugiesen abgesetzt. Er soll seine Leute zum Diebstahl angestiftet haben, was die Ordnung im wichtigen Kaffeeanbaugebiet von Maubara bedrohte. Neuer Herrscher wurde Saca-Bere. 1911 führte die Empresa Commerçial Agricola e Industrial de Timor eine Kaffeeplantage in Mau-Ubo.
Krieger aus Mau-Ubo unterstützten die Portugiesen in der Rebellion von Manufahi bei der Verteidigung von Soro am 28. Dezember 1911. Als Leutnant Valente, dem Militärkommandanten von Hatulia, aber befohlen wurde, Rebellen in Atsabe zu bekämpfen fehlten unter den Führern der Krieger aus Mau-Ubo Manuel da Silva, der Sohn von Saca-Bere und António da Silva, der Sohn von Dom Paulo. Valente wurde erklärt, sie und ihre Männer würden Nachschub aus Mau-Ubo holen, was der Leutnant nicht glauben wollte.
Herrscher von Mahubo
- Dom José Rodrigues Pereira (1815)
- Dom João Rodrigues Pereira (1854)
- Dom Grégorio (vor 1863–1896)
- Dom Paulo (1896–1900)
- Saca-Bere (1900 – vor 1912)
- Dom António da Silva (? – 1946)
- Belarmino de Jesus Soares (1946 – nach 1964) (Neffe)

Während der Unruhen von 1999 operierten zwischen dem 27. Januar und September in der Region die pro-indonesischen Milizen Darah Merah, Aitarak und Pancasila zusammen mit dem indonesischen Militär gegen Befürworter der Unabhängigkeit Osttimors. Zwischen dem 10. und 14. Mai wurden Mau-Ubo und andere Sucos in der Region überfallen.
Am 1. Januar 2022 wurde Mau-Ubo vom Verwaltungsamt Hatulia abgetrennt und Teil des neuen Verwaltungsamtes Hatulia B.

## Politik
Bei den Wahlen von 2004/2005 wurde Jacinto de Jesus Soares zum Chefe de Suco gewählt. Bei den Wahlen 2009 gewann Domingos Noronha und wurde 2016 in seinem Amt bestätigt.